# Scapsipedoides
Scapsipedoides is een geslacht van rechtvleugeligen uit de familie krekels (Gryllidae). De wetenschappelijke naam van dit geslacht is voor het eerst geldig gepubliceerd in 1936 door Lucien Chopard.

## Soorten
Het geslacht Scapsipedoides omvat de volgende soorten:
- Scapsipedoides apterus Chopard, 1936
- Scapsipedoides macrocephalus Chopard, 1936